# Caenis antoniae
Caenis antoniae è una specie di Efemerotteri della famiglia Caenidae. Il nome scientifico è stato validamente pubblicato per la prima volta nel 1992 da Malzacher.
Vive nell'ecozona paleartica.